# William Reginald Dean
William Reginald Dean (1896-1973) est un spécialiste britannique de mathématiques appliquées et de dynamique des fluides. Ses intérêts de recherche portaient sur l'écoulement de Stokes, la mécanique du solide et l'écoulement dans des canaux courbes. Le nombre de Dean porte son nom. 

## Biographie

Schéma d'une paire de vortices de Dean qui se forment dans des canalisations courbes.

Dean a réalisé un travail de pionnier dans l'étude de l'écoulement des fluides à de faibles nombres de Reynolds, en appliquant des méthodes de la théorie de l'élasticité. Certains de ses résultats les plus célèbres incluent des solutions pour l'écoulement secondaire dans des tubes incurvés, pour la perturbation de l'écoulement de cisaillement près d'un mur entouré d'un espace dans le mur et pour l'écoulement dans un coin. 
Dean fut étudiant au Trinity College de Cambridge. Il a passé cinq ans à l'Imperial College et a ensuite été membre du Trinity College. Pendant la guerre, il a entrepris des travaux mathématiques dans le cadre de la section anti-aérienne expérimentale de M.I.D.. Il a également occupé la Chaire Goldsmid en mathématiques appliquées à l'University College London (dont il a pris sa retraite en 1964) et une chaire à l'Université de l'Arizona.